# Natasha Shneider
 (novembre 2017).
Si vous disposez d'ouvrages ou d'articles de référence ou si vous connaissez des sites web de qualité traitant du thème abordé ici, merci de compléter l'article en donnant les références utiles à sa vérifiabilité et en les liant à la section « Notes et références ».
Pour les articles homonymes, voir Schneider.
Natalia Mikhailovna Schneiderman (letton : Natālija Mihailovna Šneidersmane, russe : Наталия Михайловна Шнайдерман), connue en Occident sous le nom de Natasha Shneider (russe : Наташа Шнайдер), est une musicienne et actrice d'origine lettone, née le 22 mai 1956 à Riga, morte le 2 juillet 2008 à Los Angeles. 

## Biographie
Natasha Shneider naît à Riga, alors en République socialiste de Lettonie faisant partie de l'ex-URSS. Elle fuit aux États-Unis en 1976.
Elle décède le 2 juillet 2008 d'un cancer.

### Carrière

#### Musique
Elle est principalement connue comme claviériste et chanteuse du groupe de musique Eleven aux côtés de son mari, Alain Johannes. Elle et lui font aussi partie des Queens of the Stone Age avec le lancement de l'album Lullabies to Paralyze. D'autres formations suivent, comme The Desert Sessions et Black Russian. Elle contribue à la réalisation de l'album solo de Chris Cornell (ancien chanteur du groupe Soundgarden), Euphoria Mourning. 

#### Cinéma
Shneider joue dans plusieurs films comme 2010 : L'Année du premier contact (2010: The Year We Make Contact, 1984) ou Spiker (1985). Elle a aussi de petits rôles dans des séries américaines comme Miami Vice ou Capitaine Furillo. Elle compose des bandes sonores pour plusieurs films, notamment le morceau Who's in Control, pour le film Catwoman en 2004.

## Filmographie

### Cinéma
- 1984 : 2010 : L'Année du premier contact (2010: The Year We Make Contact) de Peter Hyams : Irina Yakunina
- 1985 : Spiker (en) de Roger Tilton (en) : Wanda

### Télévision

#### Séries télévisées
- 1983 : Capitaine Furillo (Hill Street Blues) : Ludmilla (saison 4, épisode 10)
- 1985 : Deux Flics à Miami (Miami Vice) : Laura Gretsky (saison 2, épisode 9)[2]